# Европско виђење старог Египта
Стари Египат је дуго фасцинирао људе на Западу још од античког периода када је утицао на Грчку митологију и због помињања у Танаху. Египат је већ тада био "древан" за странце и идеја о Египту је наставила да утиче на историју идеја. Египатска култура је преношена изван Египта током Римског царства када су широм територије царства присутни култови Сераписа и Изиде, а и у самом Риму се граде гробнице у облику пирамида и доносе се обелисци из Египта. Ипак, целокупна Египатска култура која је пренета у Римску и пост-Римске Европске културе је била под утицајем Хеленистичког виђења Египта. Тек је 1820-их година са радом Шамполиона на дешифровању египатски хијероглифа постало могуће разумети египатске текстове и истраживачи су коначно могли да истражују Египатску културу онако како су је древни Египћани видели.
Током периода касне антике, Стари завет је био главни извор из ког су Европљани добијали слику древног Египта. Видели су га као место где су Израелћани поробљени и реч фараон је постао синоним за деспотизам и опресију. Међутим, учењаци из доба Просветитељства и колонијални истраживачи су у 18. и 19. веку обновили интересовање европљана за древни Египат. Са њиховим истраживањима древни Египат је постао виђен као модел и егзотична алтернатива за Западну културу. Египат је постао и инспирација романтичара за нову класичну архитектуру.

## Антички период

### Грчки и Римски текстови
Херодот у другој књизи његове Историје даје детаљану, али спекулативну слику и маштовити опис древног Египта. Он хвали обичан народ који су сачували историју и традицију старих Египћана усменом традицијом. Помиње бројне животиње које живе у Египту, али на том списку се налазе и митолошка створења као што су феникс и крилата змија и даје врло непрецизне описе стварних животиња као што је нилски коњ. Због овога многи истраживачи су почели да сумњају да Херодот није био у Египту или није много путовао по овој држави. Осим Херодота за кога истраживачи нису сигурни колико је истраживао Египат, Диодор Сицилијанац је посетио Египат током у 1. веку пре нове ере за време владавине Птолемеја како би истраживао. Разговарао је са свештеницима који су му рекли да су многи познати грчки филозофи дошли у Египат да уче. Питагора и Талес су дошли у Египат да уче, а бројни други филозофи као што су Хераклит, Емпедокле, Анаксагора, Демокрит, Ксенофан, Парменид и Зенон из Елеје су имали контект са египатским филозофским погледом на свет.
Тако је због грчких текстова постепено еволуирала слика митолошког Египта као земље где су настале религија, мудрост, филозофија и наука.
Иако је Египат постао део Римске државе, а касније саставни део Римског царства, Римљани су се и даље дивили чудима ове државе: Ex Africa semper aliquid novi (срп. Из Африке увек нешто ново Природна историја Плинија Старијег). Почеле су да се појављују романизовани прикази Александријске тријаде богова: Изиде (која ће се поштовати широм државе, укључујући и у самом Риму где је постојао храм посвећен њој); Харпократ, бог тишине и Серапис који је настао током Птолемејског периода синкретизмом Озириса и Аписа.

### Библија
Египат се помиње 611 пута у Библији. Сама Септуагинта кроз коју су многи хришћани били упознати са причама Хебрејске Библије је била састављана у Александрији.

## Средњи век и ренесанса
Након што су у 7. веку Арапи освојили Египат, Запад није имао никакав директни контакт са Египтом и његовом културом. У средњевековној Европи, Египат је представљан само кроз илустрације и приказе библијских описа. Ове илустрације су биле измаштане, јер иконографија и стил староегипатске уметности, архитектуре и одећа нису били познати европљанима. Ипак, у средњовековним илуминираним рукописима су биле драматичне представе Проналаска Мојсија, Десет куги које су погодиле Египат, Прелазак Црвеног мора, прича о Јосифу у Египту, али и Бекство у Египат из Новог завета. Библијске херменеутике су биле по природи теолошке и нису се много бавиле историјским истраживањем. Ипак, током средњег века се у бројним апотекама продавао прах направљен од египатских мумија који се користио за лечење бројних болести.
Током ренесансе немачки језиутски истраживач Атанасије Кишер је изнео да су египатски хијероглифи заправо алегоријско писмо и дао наводни дешифровани превод овог писма због ког се Египат сматрао извором античког мистицизма и окултне мудрости. У алехемијаалхемији је порастао престиж Египћана због овог "открића". Ипак, неки истраживачи нису били скептични по овом питању.

## 18. век
Почетком 18. века Жан Терасон је написао роман Живот Сетоса, који је покренуо талас Египатских мистерија. У овом периоду су и антиквари кренули да сакупљају предмете из Египта у својим кабинетима куриозитета чиме су повећали интересовање људи за споменике и наслеђе ове далеке земље. Следећи розенкројцере и масони су почели да користе Египатску иконографију и симболе, али и да уводе нове на основу њих попут ока на пирамиди који се налази на Великом печату Сједињених Америчких Држава и приказан је на новчаници од америчког долара.
Египат је почео да се појављује и у уметности и део Шекспирове драме Антонио и Клеопатра се одвијао у Александрији.

## 19. век
У 19. веку се у Европи и Америци појављује египтоманија - поново обновљено интересовање за древни Египат под утицајем Наполеонове инвазије на Египат и пратећих научних истраживања. Наполеонова кампања у Египту није била успешна, али је у кампањи учествовао тим научника и уметинка који су истраживали ову земљу и као резултат тога је настало монументално дело Опис Египта (фр. Description de l'Égypte) које је европљанима приближило ову далеку и мистериозну земљу кроз описе и бројне бакрорезе. Ова кампања је довела до појављивања новог поља египтологије, а у Европи се у исто ово време у окултним круговима популаризује тарот. Такође, сама култура романтизма 19. века је популаризовала егзотичне локације и све ово је довело до тога да се на Западу појави опсесија Египтом.
Ипак, рана истраживања Египта су била тешка. Истраживачи су само сакупљали артефакте и бележили споменике, јер друго нису могли да ураде до 1824. године када је Жан Франсоа Шамполион дешифровао хијероглифе користећи Камен из Розете који је пронађен током Наполеонове експедиције. До тада се сматрало да је хијероглифима записивано окултно знање, али сада су истраживачи могли да их читају и да открију шта су то древни Египћани бележили: од краљевских имена и титула, чини, описа света, до војних кампања.
У уметности се у овом периоду појавио нов стил, оријентализам, а све више људи је одлазило у Египат и писало путописе. До краја 19. века су у сликама је доминирао детаљно приказан декор инспирисан Оријентом. Оно што је највише окупирало машту европљана у 19. веку је била долина Нила и пирамида и Сфинге које се издижу из песковитог пејзажа. У неокласицизму се појавио Египатски препород и почеле су уз зграде које личе на Грчка и Римска здања да се подижу и оне под утицајем архитектуре Египта.
Осим сликарства и архитектуре, музика је такође била компонована са Египтом као инспирацијом. Древни Египат је био локација у коју је Ђузепе Верди сместио дешавање његове опере из 1871. године Аиде која је премијерно одиграна у Каиру.
Болеслав Прус је 1895. године објавио историјски роман Фараон, у ком истражује механизме политичке моћи кроз посматрање опадања Двадесете династије у периоду Новог царства. Уз описе политике, роман је нудио најбоље књижевне описе свакодневног живота древних Египћана. Роман је послужио 1966. године као инспирација за снимање истоименог филма.

## 20. век
У краљевској радионици у Амарни су археолози 1912. године открили офарбану бисту Нефертити, жене фараона Ехнатона. Бисту је урадио вајар Ахмозе и данас се чува у Египатском музеју у Берлину. Постала је толико позната због бројних фотографија које су усликане да је постала једна од највише копираних уметничких дела древног Египта и Нефертитин изражен профил је утицао на идеале женске лепоте у 20. веку.
Деценију након овог открића, 1922. године, се дешава једно од најпознатијих открића у историји. Хауард Картер и лорд Карнарвона откривају у Долини краљева нетакнуту гробницу фараона Тутанкамона. Будући да гробница није била опљачкана, у њој је пронађено благо које је положено заједно са фараоном и које је утицало на Арт деко стил који се појавио 20-их и 30-их година. Откриће је такође покренуло и приче о "проклетству фараона", јер су новине широм света писале о трагичним смртима људи који су открили и посетили Тутанкамонову гробницу. Наводне жртве "фараонског проклетства" су Обри Херберт који је преминуо годину дана након уласка у гробницу и сам лорд Карнарвона који је умро четири месеца након њеног отварања. Идеја о проклетству је инспирисала филмове попут Мумије из 1932. године у ком је глумио Борис Карлоф. У филму се мумија оживљава као чудовиште и касније ће бити поново снимани филмовим са овим мотивом попут Мумије (из 1999. године у ком глуми Брендан Фрејзер), Повратак мумије и Мумије (из 2017. године у ком глуми Том Круз).
У овом периоду 30-их година се појавио и роман Агате Кристи Убиство на Нилу које је такође популаризовало Египат.
Кинематографија се доста бавила древним Египтом и довела је до значајне популаризације овог периода. Један од најпознатијих блокбастера инспирисаних Египтом је Десет заповести Сесила Демила ит 1956. године, Џин Крејнин филм Краљица Нила из 1961. године и Клеопатра из 1963. године у ком глуме Елизабет Тејлор и Ричард Бартон.
Музеј Метрополитен је 1978. године подигао реплику храма у Дендериу у својој галерији. Ускоро за њим Лувр 1989. године подиже чувену стаклену пирамиду испред своје зграде и 1993. године се у Лас Вегасу подиже хотел и казино Луксор који је подигнут у облику пирамиде и у њему се налази реплика Тутанкамонове гробнице.

## 21. век
ХБО почетком 21. века емитује минисерију Рим која је смештена у Грчко-Римском Египту. У серији је дочаран Египатски двор и појављују се значајне особе за историју Рима попут Клеопатре, Птолемеја XIII, Јулија Цезара и Марка Антонија. Већи део друге сезоне је посвећен догађајима који доводе до Клеопатриног самоубиства.
Америчка певачица Кејти Пери је 2013. године објавила песму Мрачни коњ, а радња спота песме се дешава у Мемфису и појављују се бројни египатски симболи у њему. Иако у снимање спота није био укључен ниједан египтолог, многе ствари су у њему урађене историјски тачно. Тиркизна шминке је била коришћена за шминкање у древном Египту, хаљина коју Кејти Пери носи је по стилу слична Грчко-Римској ношњи коју би Клеопатра носила, појављује се око Хоруса које је било симбол у Египту и слике које се налазе иза трона на ком Пери седи су направљене на основу правих слика из египатских гробница.
Assassin's Creed 2017. године лансира игрицу Assassin's Creed Origins чија је радња смештена у Египту за време владавине Птолемеја. Игрица прати Бајека, меџаја из оазе Сива који покушава да освети смрт његовог сина. Игрица нуди врло прецизан опис Египта у 1. веку пре нове ере, јер су у тиму радили и египтолози и историчари који су нудили савете. Зграде, пејзажи, животиње, чак је и сам језик који људи користе инспирисан историјским подацима.

## Древни Египат и Србија
Србија дуго није имала директан конктакт са Египтом, осим што је заједно са њим била у саставу Османског царства. Предмети пореклом из древног Египта су пронађени на територији Србије, попут перли од фајанса које су пронађене на локалитету Винча — Бело брдо или скарабеја који је пронађен на локалитету Трњаци-Пилатовићи код Пожеге, су ретки. Ови предмети припадају периоду гвозденог доба, а осим тога се проналазе и предмети који су припадали египатским култовима за време Рима. На територији Србије је пронађена глава Изиде у Сирмијуму и Timacum minus-у, а у Чачку је пронађен жртвеник на који је уклесано њено име. Осим овога, пронађени су остали предмети који су везани за култ Изиде попут лампе са њеним приказом у Виминацијуму, а пронађене су и статуе других богова попут Анубиса, Тота и Харпократа. Након овога нема много налаза из Египта који доспевају у Србију, осим као куповине богатих људи који су ишли на путовања у Египат. Један од најпознатијих предмета који је тако доспео у Србију је Београдска мумија коју је током свог путовања купио Павле Риђички и поклонио је Народном музеју.
Међутим, ово не значи да није било утицаја древног Египта на културно наслеђе Србије. Египатски мотиви се могу пронаћи у архитектури, јер су се као декорација зграда у 19. веку подизали обелисци. Ипак, утицај је био најизраженији у погребној архитектури. Гробница комедиографа Бранислав Нушића на Новом гробљу је подигнуда у облику пирамиде, а осим његове је и породична гробница Ристића на истом гробљу подигнута у египатском стилу. Оријентализам је био заступљен и у Српском сликарству и један од наших најпознатијих сликара, Паја Јовановић, је припадао овом покрету. Паја Јовановић је и сам путовао у Египат одакле је где је био инспирисан мамелучким Египтом и тако насликао слику Тахир-паша и Пипери и студију Ентеријер напуштене оријенталне куће. Осим на сликарство и скулптуру, древни Египат је у српској култури присутан и у књижевности и стрипу. Ђорђе Лобачев је публиковао стрип Принцеза Ру, а радња овог стрипа се дешава управо у древном Египту. Осим тога, бројни путописци су оставили забелешке о својим путовањима у Египту. Међу њима се налази и глумица Десанке Десе Дугалић која је објавила дело Забелешке с пута кроз Палестину, Сирију и Египат у лето 1931. Поред Дугалић, Јелена Ј. Димитријевић је објавила дело Писмо из Мисира, а и Јован Дучић је написао Писмо из Египта. Међутим, будући да је Египат честа дестинација путника, чак и у 21. веку настају путописи из ове државе попут Букирано Небојше Јојића и Бантустана Уроша Крчаница, Лазара Пашћановића и Марка Ђедовића.

### На српском
- Тодоровић, Милош (2021). Србија и Египат: српско-египатски међукултурни односи. Београд: Alia Mundi. ISBN 978-86-81396-12-4. Приступљено 2. 9. 2023.
- Васиљевић, Вера (2016). Сенка Египта. Београд: Досије студио. ISBN 9788660472177.

### На енглеском
- Assmann, Jan (1997). Moses the Egyptian: The Memory of Egypt in Western Monotheism. Harvard University Press. ISBN 978-0-674-58738-0.
- Breasted, James Henry (1967). A History of Egypt from the Earliest Times to the Persian Conquest, with Illustrations and Maps. Bantam Books.
- Curl, James Stevens (2005). The Egyptian Revival, revised and enlarged edition. New York: Routledge. ISBN 978-0-415-36119-4.